# سكوت هاردينغ
سكوت هاردينغ (بالإنجليزية: Scott Harding)‏ هو لاعب كرة قدم أسترالية أمريكي، ولد في 19 يونيو 1986.

## وصلات خارجية
- سكوت هاردينغ على موقع AustralianFootball.com (الإنجليزية)
- سكوت هاردينغ على موقع AFLtables.com (الإنجليزية)